# Chivas TV
Chivas TV es una plataforma de internet mexicana dedicada exclusivamente a trasmitir contenido relacionado al Club Deportivo Guadalajara y Club Deportivo Guadalajara Femenil, así como sus partidos de local en la Liga MX, Liga MX Femenil y en la Copa MX. Es el medio televisivo oficial del club.

## Historia
El 21 de mayo de 2016, el Club Deportivo Guadalajara anunció en conferencia de prensa, que no renovaría el contrato por los derechos de transmisión de sus partidos como local con la empresa Televisa. Al no tener ningún convenio con alguna otra televisora, el club decidió lanzar oficialmente su propia plataforma de transmisión, a la cual le dio el nombre de Chivas TV.
Las primeras pruebas en producción se realizaron el 2 de junio de 2016, el sitio fue lanzado al público y se podía apreciar una pantalla multicromática acompañada de un sonido agudo. Finalmente, el 1 de julio de 2016 dan inicio formalmente las transmisiones. A una semana de haber sido presentado, el canal alcanzó la cifra de 90 mil suscriptores.
El primer partido oficial transmitido por esta plataforma, fue el disputado por el Guadalajara y el Veracruz, para definir el campeón de la Supercopa 2015-16, el cual fue llevado a cabo el 10 de julio de 2016. En tanto, el primer partido de la Primera División transmitido fue ante el conjunto del Monterrey, correspondiente a la jornada 2 del torneo Apertura 2016. Sin embargo, usuarios reportaban fallas en la transmisión del partido por lo que la Profeco tuvo que intervenir. 
El 7 de abril de 2017, el Club Deportivo Guadalajara y Televisa anunciaron que los partidos de local comenzarían a emitirse por Televisa Deportes Network en México y por Las Estrellas en México y el resto de Latinoamérica. Las transmisiones se ofrecen en las plataformas Claro Vídeo, Blim, Cinépolis Klic, Chivas TV, entre muchas otras.

## Comentaristas

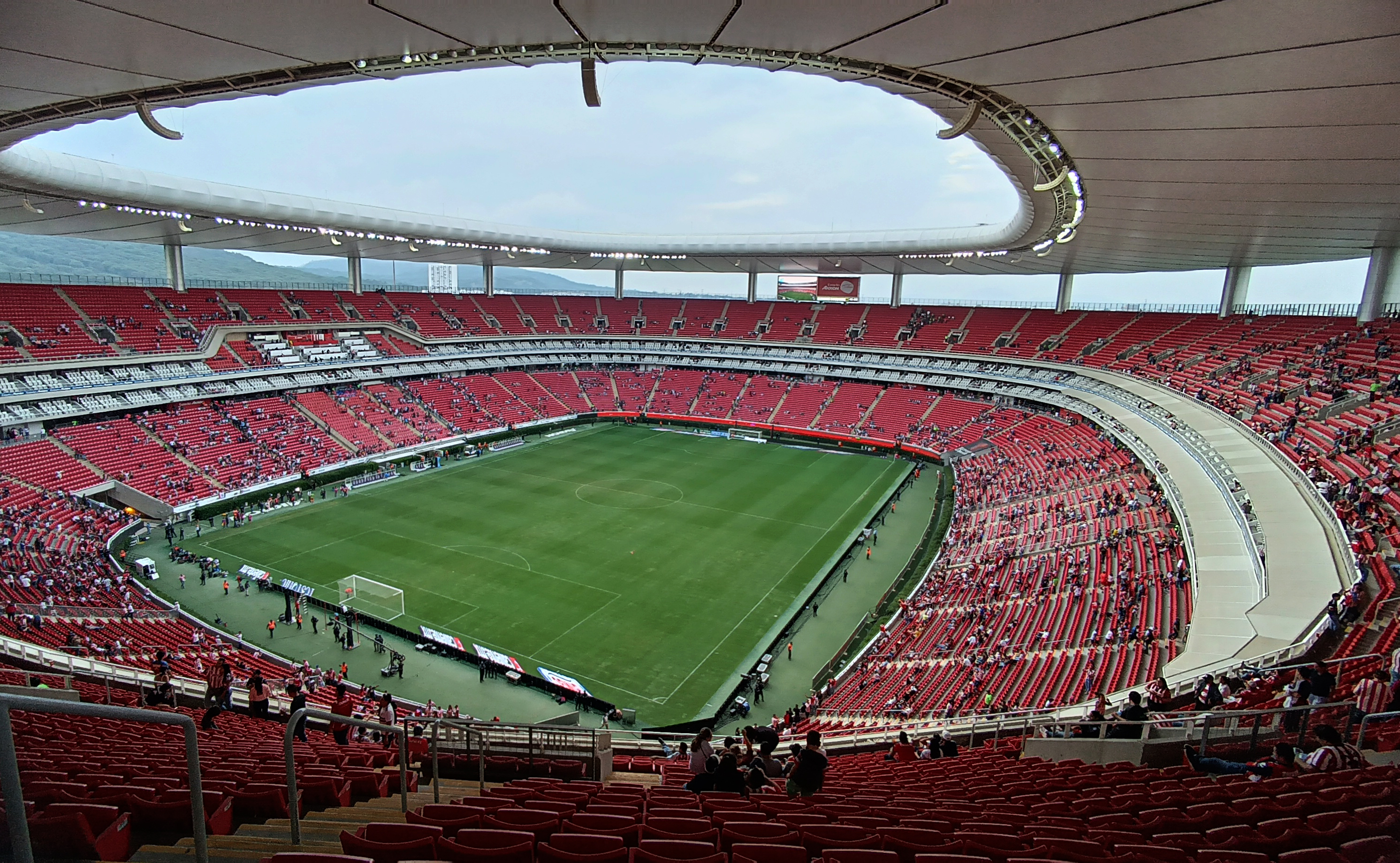
Estadio Chivas, lugar dónde se emite Chivas TV.

El 20 de julio de 2016 se hizo oficial la contratación del narrador Adán Vega Barajas y del comentarista mexicano Emilio Fernando Alonso, quien actualmente trabaja para TUDN. De igual manera, se confirmó que el exportero del conjunto rojiblanco, Javier Ledesma, se integraría a las transmisiones de la plataforma. Emilio Fernando Alonso dejó de participar en Chivas TV en el Apertura 2017 y para el Clausura 2018, llegó Gabriel Sainz para integrarse al equipo de narración.

## Demandas en Profeco
Han surgido varias demandas por parte de la Profeco sobre Chivas TV las cuales están relacionadas con:
- El costo de cada partido, ya que es casi el doble de lo que un usuario de Netflix invierte durante el año.[4]
- Fallas en el sistema.[5]

De hecho, las quejas surgieron en 18 de febrero durante las transmisiones en el partido contra el América, en lo cual ganaron 1-0. En el partido el servicio en línea fallaba mucho.

## Socios de transmisiones
La directiva del club buscaba otros socios para las transmisiones de sus partidos en línea; tales socios de transmisión fueron, en primera instancia Cinépolis Klic en donde el público entraría a las salas de cine para presenciar un partido del equipo como local, y también Claro Vídeo.
Para finales del Clausura 2017, se confirmó que nuevamente la cobertura sobre el Club Deportivo Guadalajara se transmitiría en la televisión, aunque restringida, al firmarse un nuevo contrato con Televisa para las transmisiones de sus partidos como local por dos años y el resto del torneo, sin embargo algunos consideran mala conclusión ya que surgirían múltiples demandas que se registraron en la Profeco. Las transmisiones son por TDN (televisión restringida), al igual que por Blim (competencia de Claro Vídeo). En el canal de Las Estrellas se transmite en México y el resto de Latinoamérica.